# Нагоряни (Чортківський район)
Нагоря́ни — село в Україні, у  Товстенській селищній громаді Чортківського району Тернопільської області. Розташоване неподалік від річки Джурин, в центрі району. До 2020 підпорядковане Нирківській сільраді. До Нагорян приєднано колишнє село Поросячка.
Населення — 593 особи (2001).
Поблизу села є карстова печера «Нагірянська».

## Історія
Поблизу Нагорян виявлено археологічні пам'ятки трипільської, черняхівської і давньоруської культур. Перша писемна згадка — 1493 рік. 
У 1629 р. село зазнало нападу татар. 
1789 тут проживали 106, 1820 – 95 родин. 
1900 населення становило 1115 (з них 904 українці, 192 поляки та 19 євреїв), 1910 – 1148 осіб. 
Під час 1-ї світової війни значна кількість будівель була зруйнована.
У Леґіоні УСС та УГА воювали 38 жителів села.
За переписом 1921 р., в селі було 209 дворів із населенням 900 осіб, на 1931 р. – 219 дворів (988 осіб). 
До 1939 р. діяли філії “Просвіти”, “Лугу” та інших товариств, хоровий і драматичний гуртки, кооператива. 
Протягом 1944–1953 рр. за участь у національно-визвольній боротьбі ув’язнено 28 осіб, виселено у Сибір 38 осіб; загинуло 14 борців ОУН і УПА. Борці за свободу: 
- районні керівники проводу ОУН-УПА Семен Мотринчук (1910 р. н.), Степан Онуляк (“Вовк”; 1914–1945), Петро Подолюк (1900–1945),
- політв’язень Парасковія Приймак-Різник (1920–1948),
- члени ОУН Іван Лівінський, Степан Матринчук, Петро Підручник (1927–1945), Кіндрат Різник.

12 червня 2020 року, відповідно до розпорядження Кабінету Міністрів України № 724-р «Про визначення адміністративних центрів та затвердження територій територіальних громад Тернопільської області» увійшло до складу Товстенської селищної громади.
19 липня 2020 року, в результаті адміністративно-територіальної реформи та ліквідації Заліщицького району, увійшло до складу новоутвореного Чортківського району.

## Населення

### Мова
Розподіл населення за рідною мовою за даними перепису 2001 року:
| Мова       | Кількість | Відсоток |
| ---------- | --------- | -------- |
| українська | 592       | 99.83%   |
| російська  | 1         | 0.17%    |
| Усього     | 593       | 100%     |

## Релігія
- церква святого Миколая (1623, мурована, УГКЦ);
- церква святителя Миколая Чудотворця (2004, мурована, ПЦУ);
- капличка (1994).

## Пам'ятники
Встановлено пам'ятний хрест на честь скасування панщини, насипано символічну могилу воякам УПА (1994).
У селі є пам'ятник Тарасові Шевченку.

## Соціальна сфера
Працюють ЗОШ I ступеня, бібліотека.

## Цікаві місця
Неподалік від села розташований Джуринський водоспад, а також Червоногородський замок та Урочище «Червоне».

## Відомі мешканці

### Уродженці
- Дрозд Василь Григорович — український поет, письменник, історик, краєзнавець, громадський діяч.

## Світлини

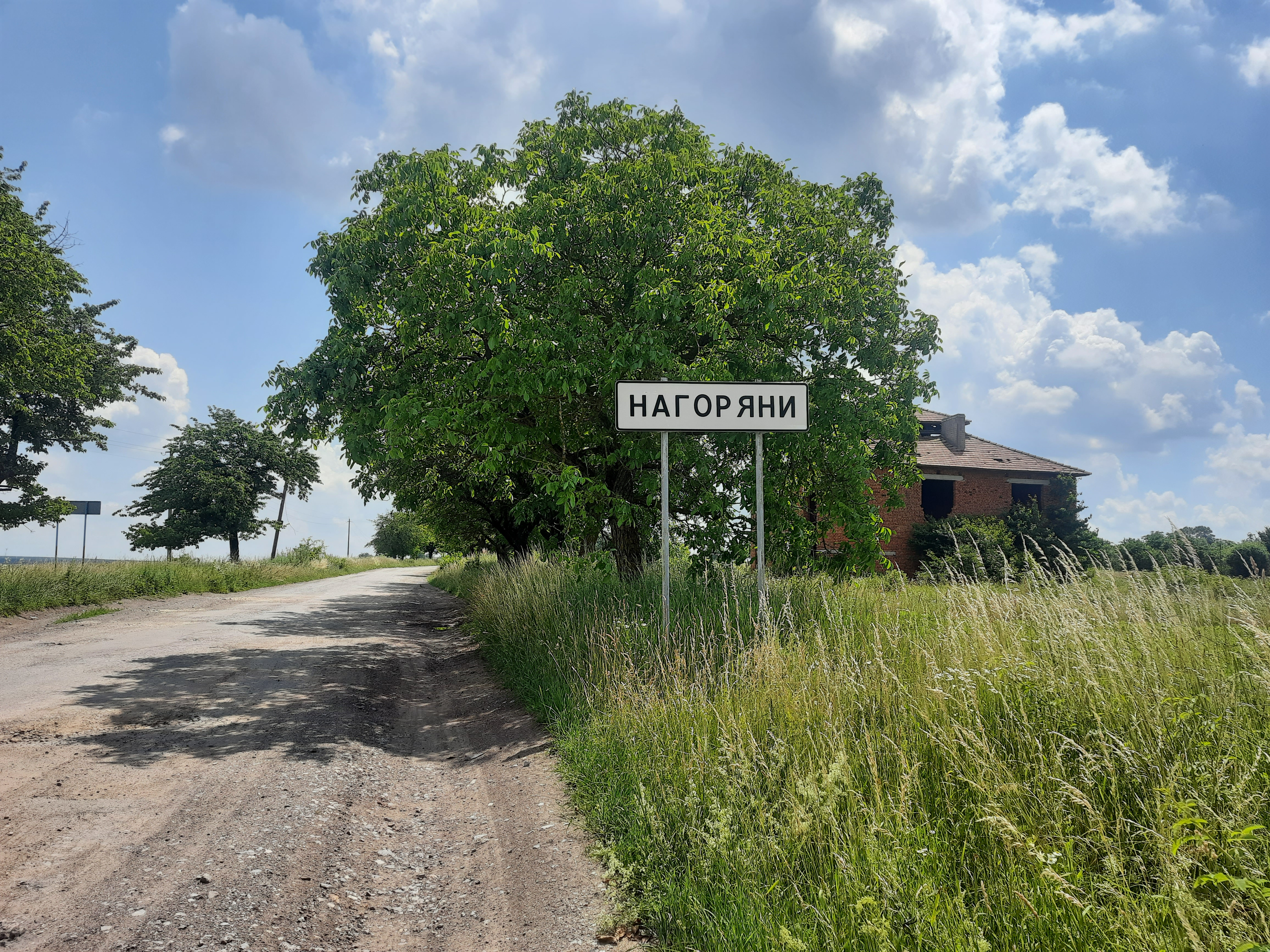
Дорожній знак при в'їзді в село
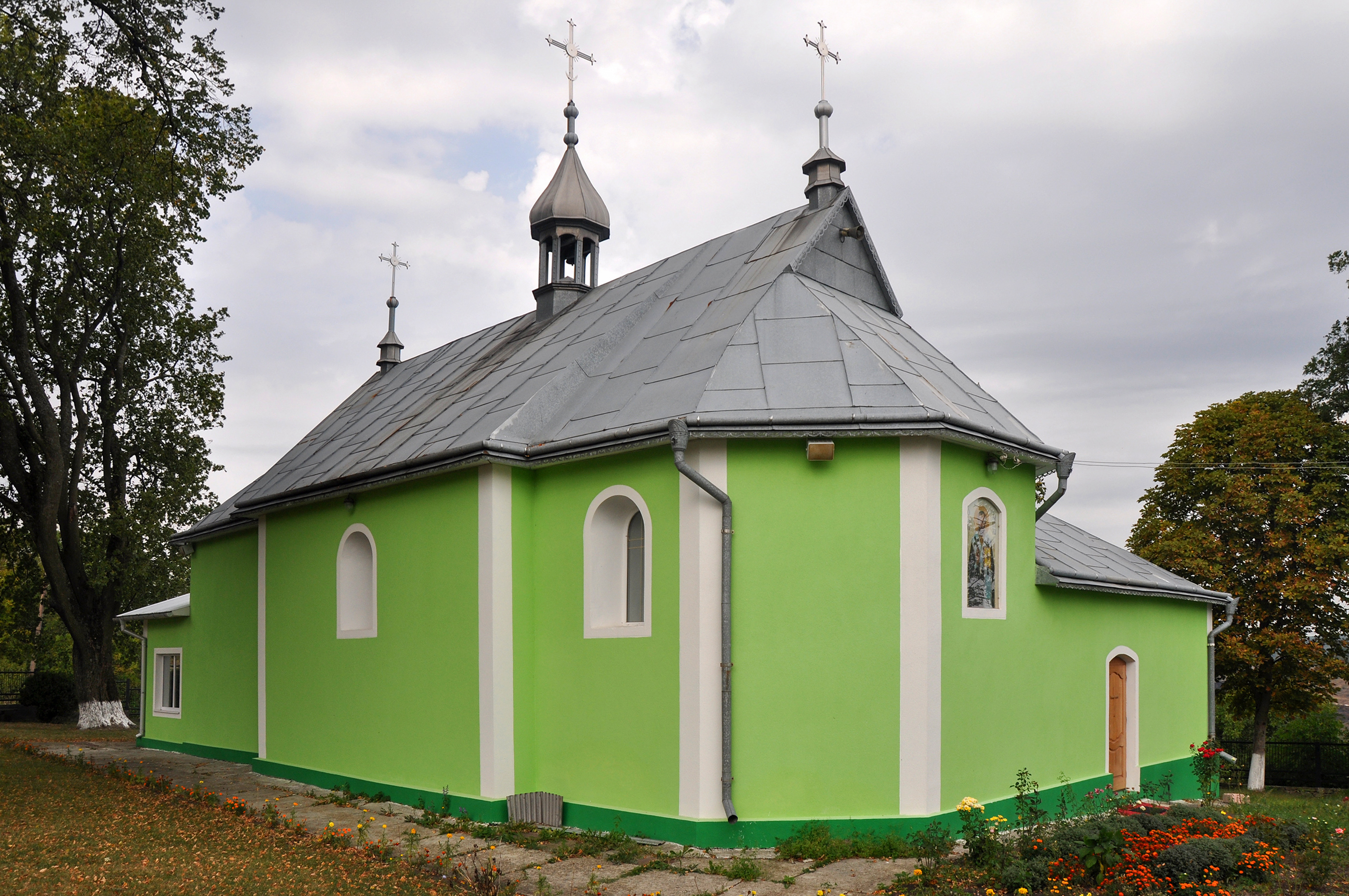
Церква святого Миколая
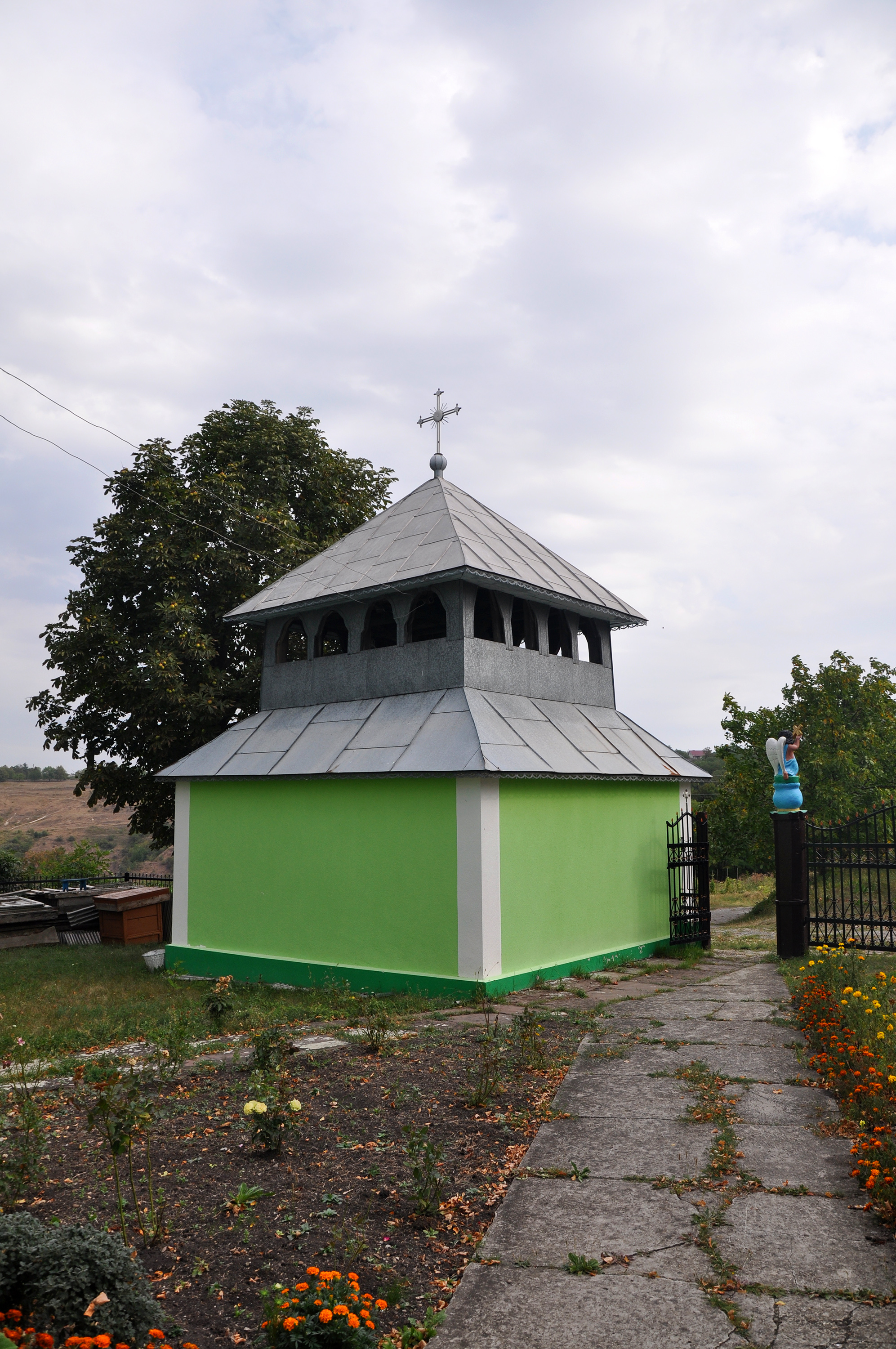
Дзвіниця церкви святого Миколая
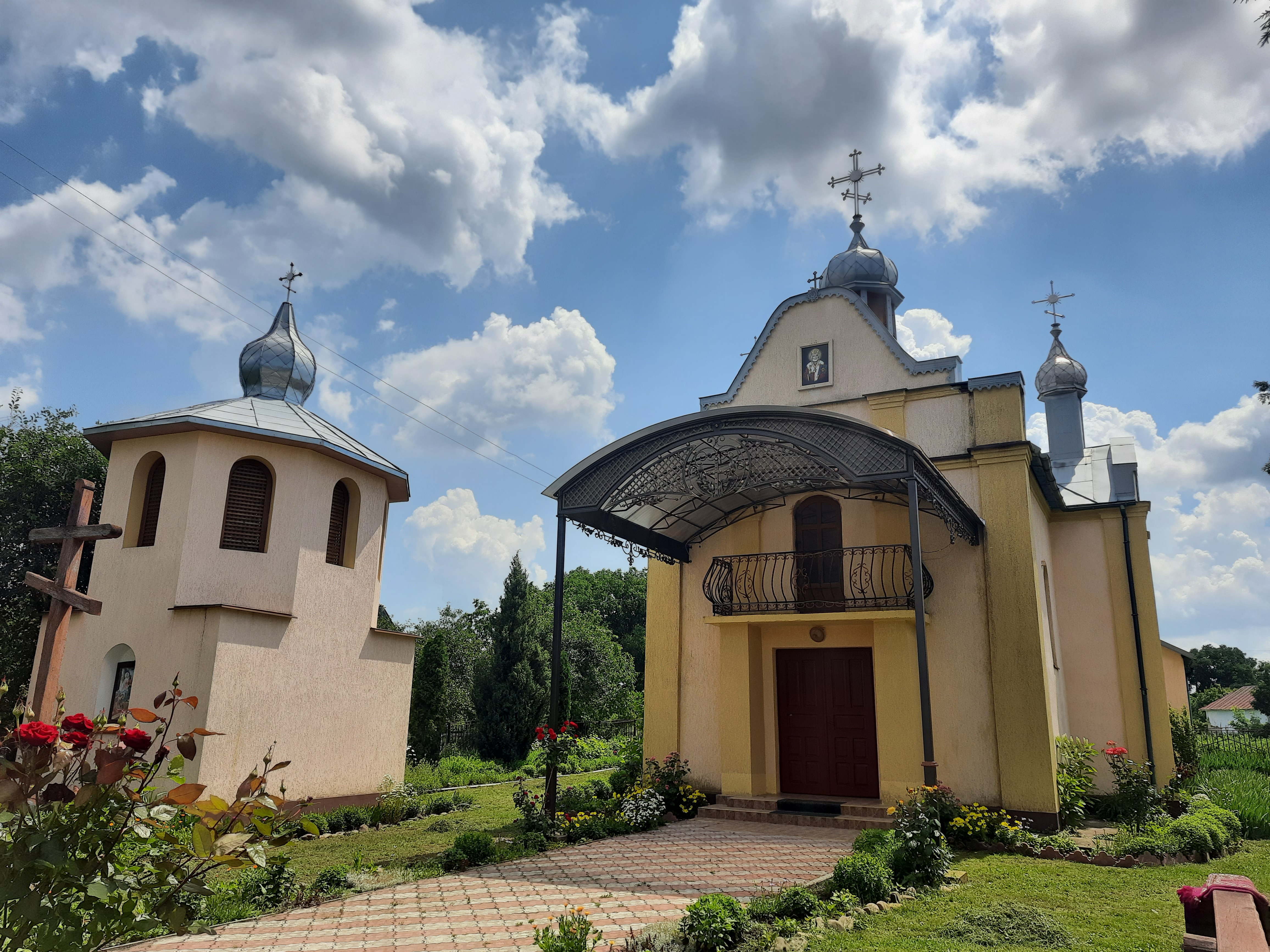
Церква Святителя Миколая Чудотворця (2004 )
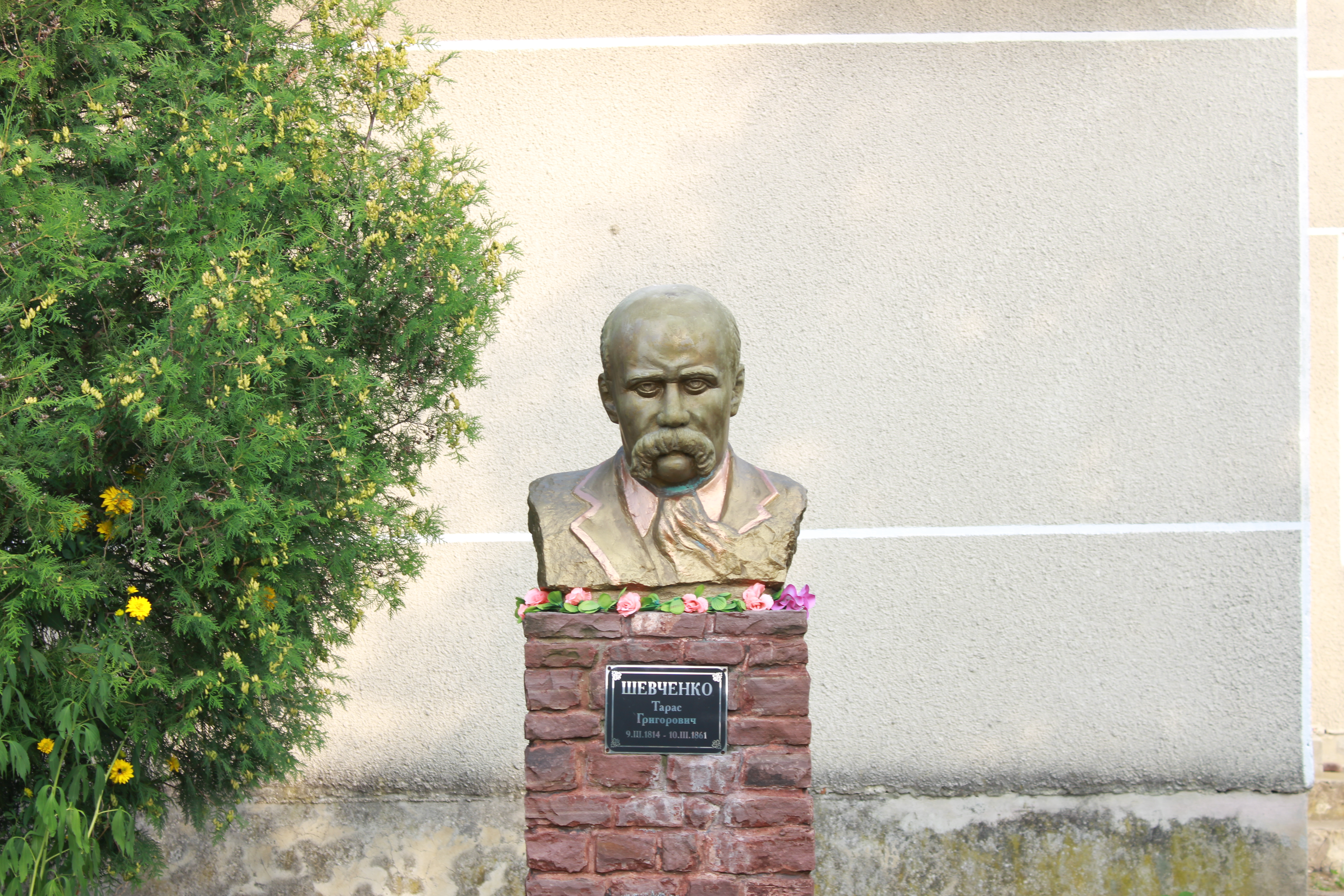
Пам'ятник Тарасові Шевченку
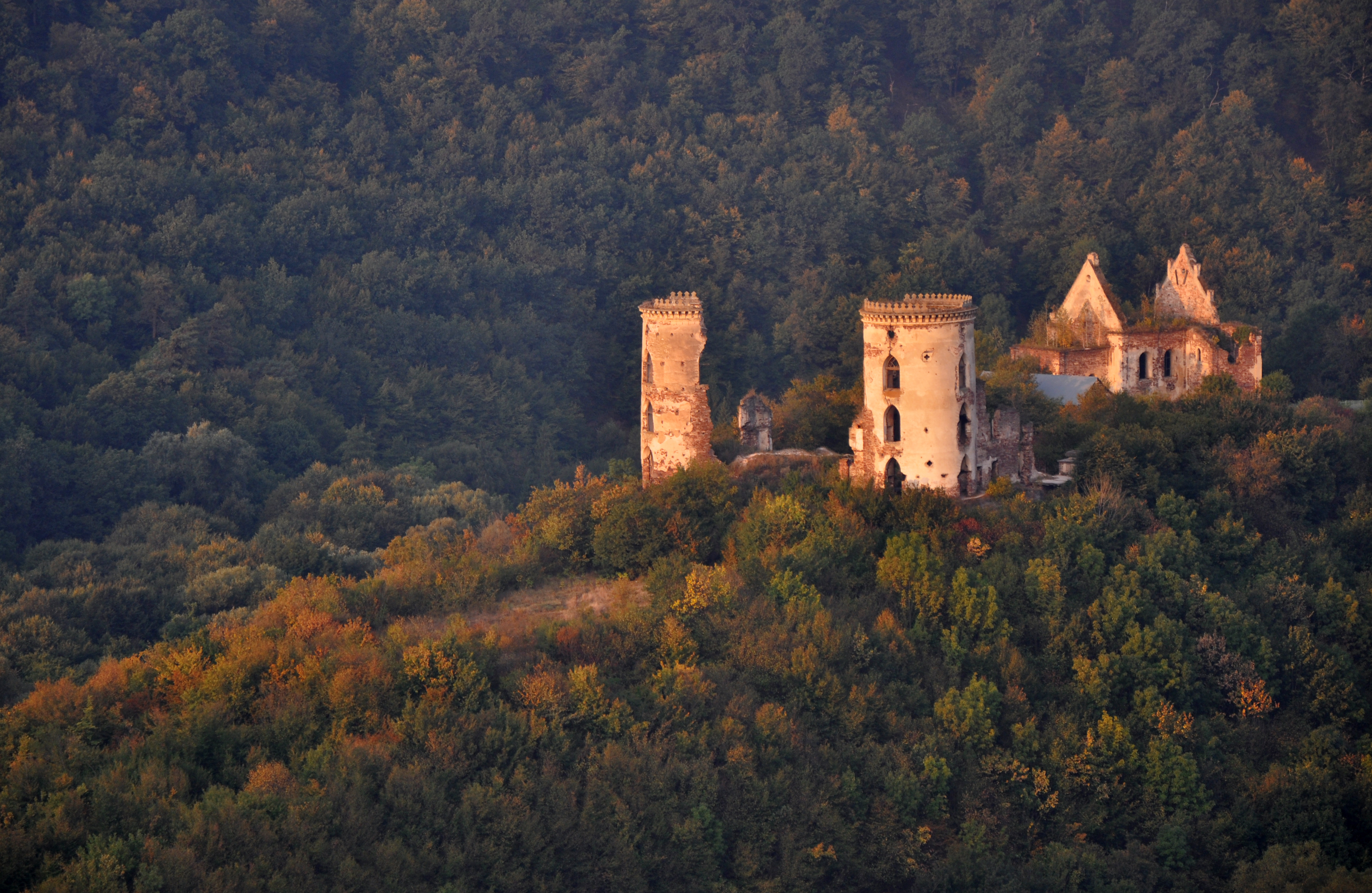
Червоногородський замок
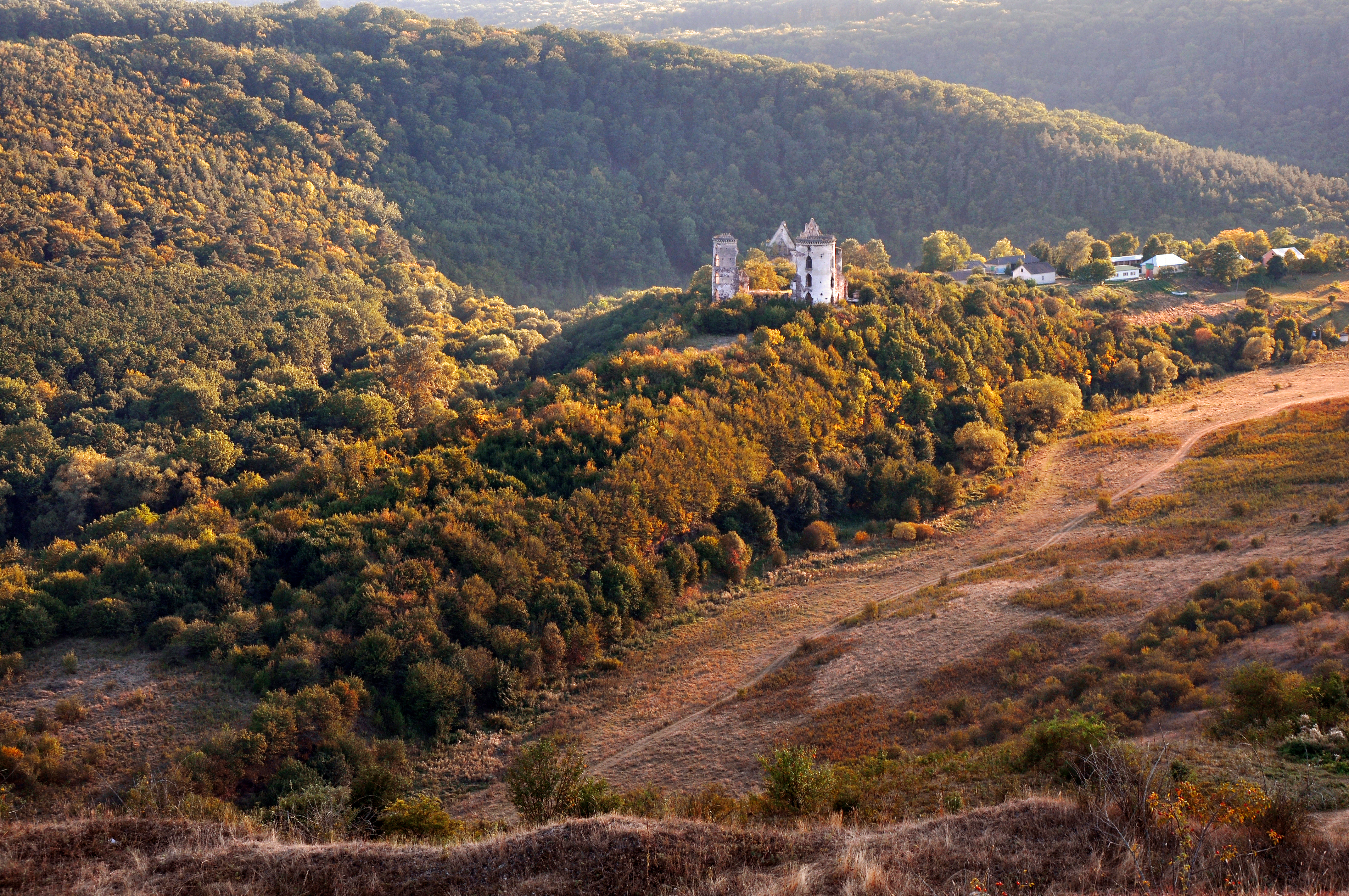
Урочище «Червоне»
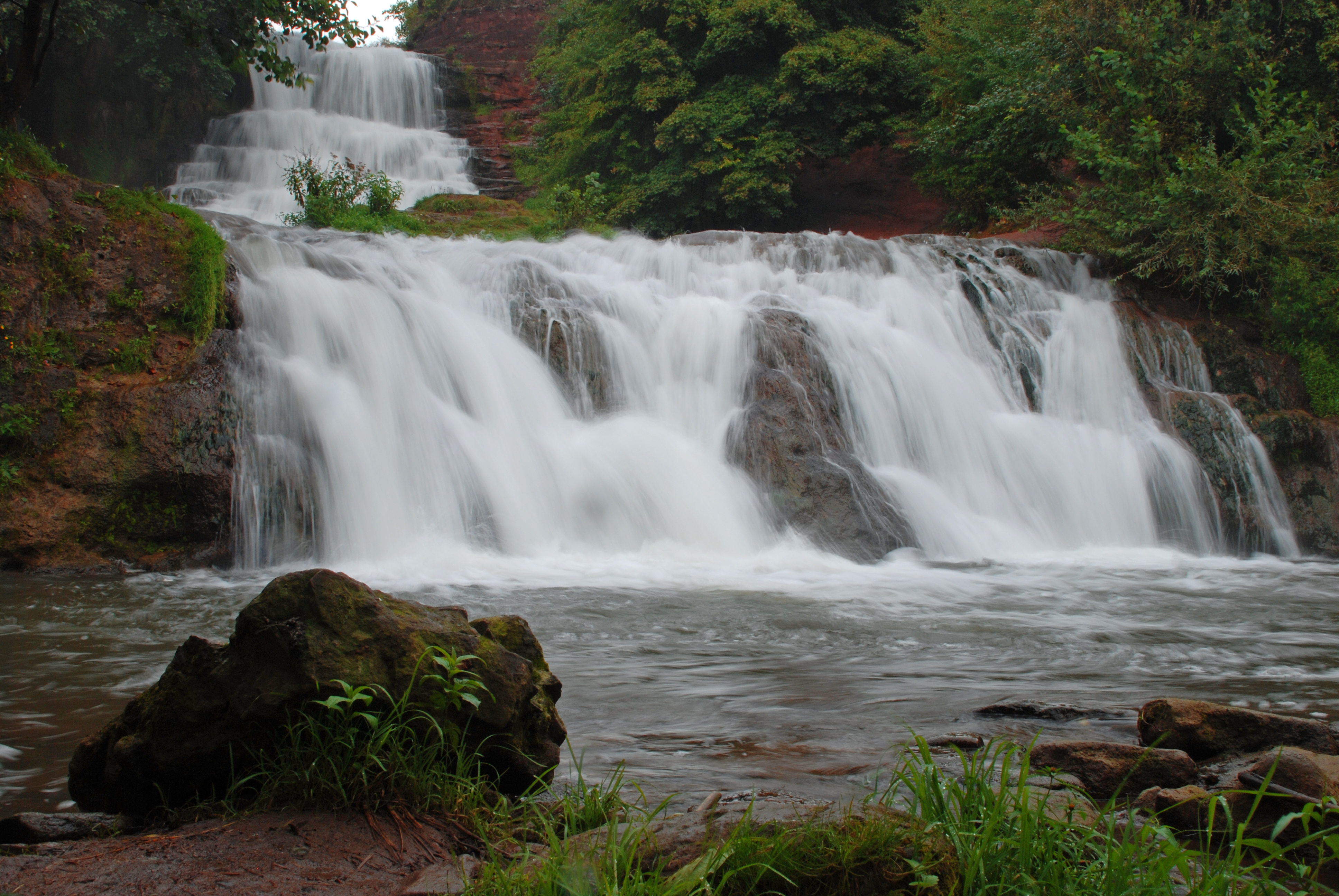
Джуринський водоспад